# 新潟県道351号神立湯沢線
新潟県道351号神立湯沢線（にいがたけんどう351ごう かんだつゆざわせん）は、新潟県南魚沼郡湯沢町内を通る一般県道である。

## 概要

### 路線データ
- 起点：新潟県南魚沼郡湯沢町大字神立字七谷切（国道17号・国道353号交点）
- 終点：新潟県南魚沼郡湯沢町大字湯沢字湯之沢（国道17号・国道353号交点）

## 地理

### 通過する自治体
- 新潟県南魚沼郡湯沢町

### 接続する道路
- 国道17号・国道353号（三国街道）（起点：湯沢町大字神立字七谷切、「神立の湯」南方）（「国道17号」・「国道353号」重複区間）
- 新潟県道462号湯沢温泉線（湯沢町大字湯沢字西山、「越後湯沢駅」南方）
- 新潟県道268号越後湯沢停車場岩原線（湯沢駅前交差点）
- 国道17号・国道353号（三国街道）（終点：湯沢町大字湯沢字湯之沢、「ガーラ湯沢駅」南東）（「国道17号」・「国道353号」重複区間）

### 周辺
- JR上越新幹線
  - 越後湯沢駅 - ガーラ湯沢駅
- JR上越線
  - 越後湯沢駅
- 湯沢町保健医療センター
- 国土交通省 北陸地方整備局
  - 湯沢砂防事務所
  - 長岡国道事務所 湯沢維持出張所
- 湯沢町役場
- 湯沢町立湯沢中学校
- 湯沢町立湯沢小学校
- 湯沢町立神立小学校
- 第四北越銀行 湯沢支店
- 新潟縣信用組合 湯沢支店
- JAみなみ魚沼 湯沢支店
- 湯沢郵便局
- ショッピングセンターのぐち
  - 本店
  - 湯沢ハーツ店
- コメリホームセンター 湯沢店
- 魚野川
- 越後湯沢温泉
  - 神立の湯
- 湯沢高原ロープウェイ
- 神立高原スキー場
- NASPAニューオータニ
  - NASPAスキーガーデン
  - NASPAコスモスガーデン
- 湯沢高原スキー場
- 一本杉スキー場
- ガーラ湯沢スキー場
- 湯沢町歴史民俗資料館「雪国館」